# Arrenurus bartonensis
Arrenurus bartonensis är en kvalsterart som beskrevs av Cook 1954. Arrenurus bartonensis ingår i släktet Arrenurus och familjen Arrenuridae. Inga underarter finns listade i Catalogue of Life.